# Lunar Atmosphere and Dust Environment Explorer
Lunar Atmosphere and Dust Environment Explorer (LADEE) var en rymdsond utvecklad av NASA, för att från en låg omloppsbana runt Månen bland annat undersöka dess mycket tunna atmosfär. Uppskjutning gjordes den 7 september 2013 från Mid-Atlantic Regional Spaceport med en Minotaur V-raket. Rymdsonden gick in i omloppsbana runt månen den 6 oktober 2013. Efter avslutat uppdrag kraschades farkosten på månen.
En av flygningens uppgifter var att prova ett nytt sätt att kommunicera mellan jorden och rymdsonder, med hjälp av laser. Experimentet lyckades och man slog rekord i dataöverföring per sekund.

### Fotnoter
1. ↑  ”NASA Space Science Data Coordinated Archive” (på engelska). NASA. https://nssdc.gsfc.nasa.gov/nmc/spacecraft/display.action?id=2013-047A. Läst 28 mars 2020.